# Servicio de Vigilancia Aduanera
Der Servicio de Vigilancia Aduanera (span. für Zollüberwachungsdienst) ist eine spanische Zoll- und Grenzpolizei, die als Teil der Steuer- und Zollbehörde (Agencia Estatal de Administración Tributaria) dem spanischen Finanzministerium (Ministerio de Hacienda y Administraciones Públicas) untersteht. Zu den Hauptaufgaben gehören die Verfolgung von Schmuggel und Wirtschaftskriminalität.

## Geschichte
Die Ursprünge des heutigen Servicio de Vigilancia Aduanera liegen bereits im 18. Jahrhundert, als das Königreich Spanien den monopolisierten Handel von Tabak mit paramilitärischen Verbänden, den sogenannten Resguardos beschützte um den Schmuggel zu unterbinden. Im Jahr 1887 wurde die Compañía Arrendataria de Tabacos zur Verwaltung des staatlichen Tabakmonopols ins Leben gerufen. Im Jahr 1944 ging die Organisation im staatlichen Tabakkonzern Tabacalera auf, die diesem unterstehende Strafverfolgungsbehörde erhielt den Namen Servicio Especial de Vigilancia Marítima y Terrestre de Tabacalera S.A. (Spezialdienst zur See- und Landüberwachung von Tabacalera S.A.). Im Jahr 1954 übernahm das spanische Finanzministerium unter der Bezeichnung Servicio Especial de Vigilancia Fiscal die Kompetenzen der Grenz- und Zollpolizei. Nach einer Strukturreform im Jahr 1982 erhielt diese schließlich den aktuellen Namen Servicio de Vigilancia Aduanera.

## Aufgaben und Organisation
Die Aufgaben des Servicio de Vigilancia Aduanera sind die Verfolgung und Bekämpfung des Schmuggels auf dem gesamten spanischen Staatsgebiet inklusive des Luftraums und der Hoheitsgewässer sowie die von der Steuer- und Zollbehörde in Auftrag gegebenen Ermittlungen, Kontrollen und Strafverfolgungen auf dem Gebiet der Geldwäsche, Schattenwirtschaft und sonstiger Wirtschaftskriminalität.
Der Servicio de Vigilancia Aduanera wird durch einen stellvertretenden Direktor der Zollüberwachung (Dirección Adjunta de Vigilancia Aduanera, DAVA) mit Sitz in Madrid geleitet. Dieser ist Teil der Abteilung für Zoll und Spezialsteuern (Departamento de Aduanas e Impuestos Especiales) der spanischen Steuer- und Zollbehörde Agencia Estatal de Administración Tributaria (AEAT).
Die Stützpunkte des SVA teilen sich in:
- Servicios Centrales (Zentrale, Madrid)
- Áreas Regionales (eine pro Autonomer Gemeinschaft)

Diese wiederum sind unterteilen sich in:
- Unidades Operativas (Ermittlungspersonal)
- Unidades Combinadas (Ermittlungs- und Schiffspersonal)
- Bases Marítimas (25 Seestützpunkte entlang der spanischen Küste)
- Destacamentos Aéreos (Luftstützpunkte)
  - Flughafen Murcia-San Javier
  - Flughafen Santiago de Compostela
  - Militärflugplatz Morón

## Ausrüstung

### Luft- und Seefahrzeuge

Der SVA verwendet auf seinen Booten eine spanische Flagge mit zwei gekrönten „H“, die für das Ministerio de Hacienda stehen.

Da Spanien eine Küstenlinie von 7.876 km hat und auf dem Seeweg eines der wichtigsten Eintrittstore für Drogen, insbesondere Haschisch und Kokain, Europas ist, liegt eines der Hauptaufgabengebiete des Servicio de Vigilancia Aduanera auf der Überwachung der spanischen Gewässer. Fast die Hälfte der rund 1.900 Mitarbeiter sind im Bereich der maritimen Grenzkontrolle beschäftigt. Hierzu stehen der Behörde 18 Schnellboote zur Verfügung, die, je nach Klasse, Höchstgeschwindigkeiten von 45 bis 60 Knoten erreichen. Darüber hinaus betreibt der SVA vier Küsten- und 17 Hochsee-Patrouillenboote. Mit der Petrel I (72,5 m Länge) und der Fulmar (61 m) stehen dem SVA auch zwei größere und mit Hubschrauberdeck ausgestattete Schiffe zur Verfügung, die insbesondere für Sondereinsätze auf hoher See eingesetzt werden.
Zur Luftraumüberwachung betreibt der Servicio de Vigilancia Aduanera sechs Hubschrauber, davon drei Bölkow Bo 105, zwei Dauphin N3 sowie eine MBB/Kawasaki BK 117. Darüber hinaus stehen der Behörde sechs speziell für die Seeüberwachung ausgestattete CASA C-212 zur Verfügung. Die 24-Stunden Flugbereitschaft zur Luftraumüberwachung der SVA sind auf folgenden Stützpunkten stationiert: Base Aérea de Morón (Sevilla), Base Aérea de San Javier (Murcia) und Aeródromo Militar de Santiago (La Coruña).

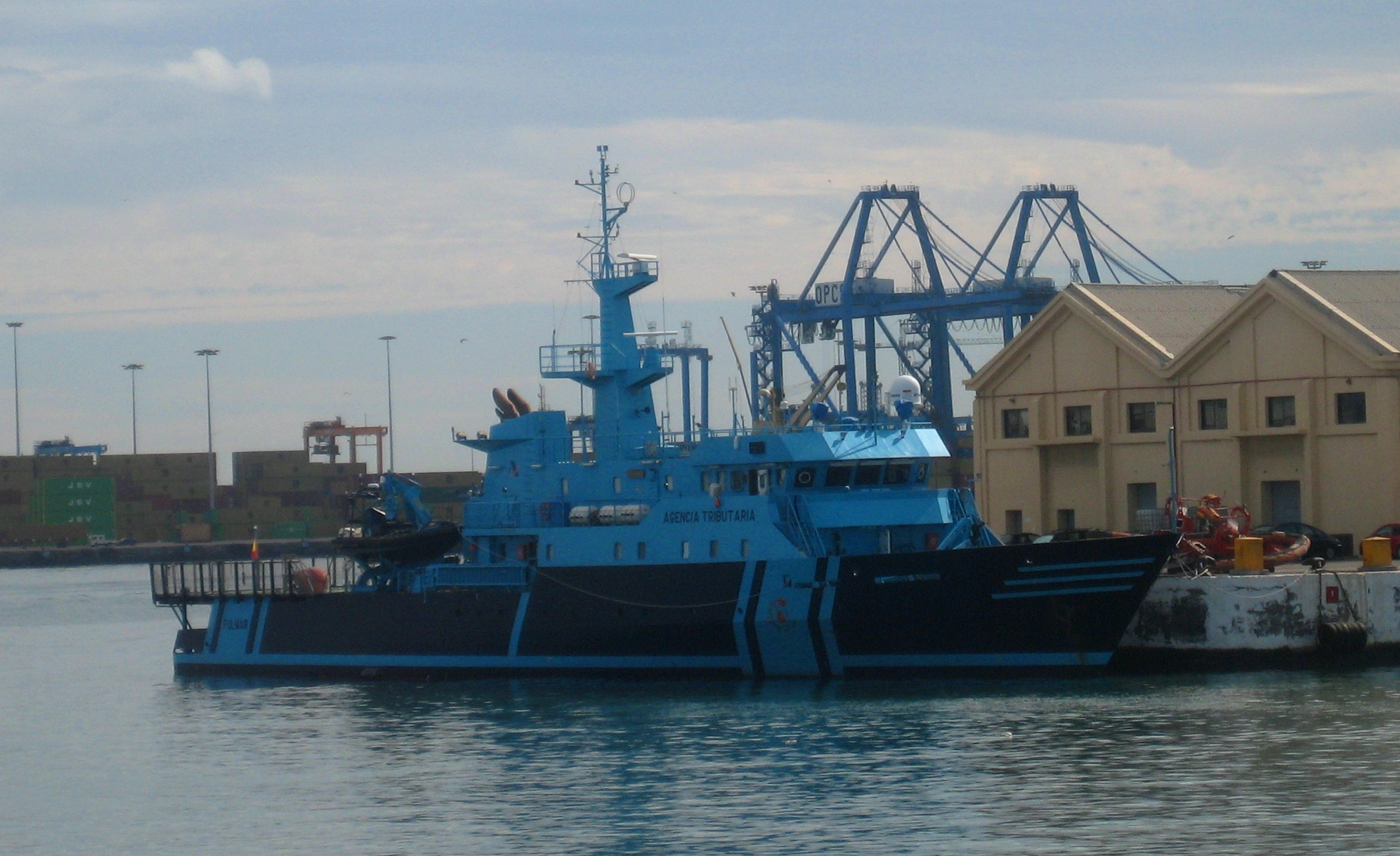
Spezialeinsatzschiff Fulmar
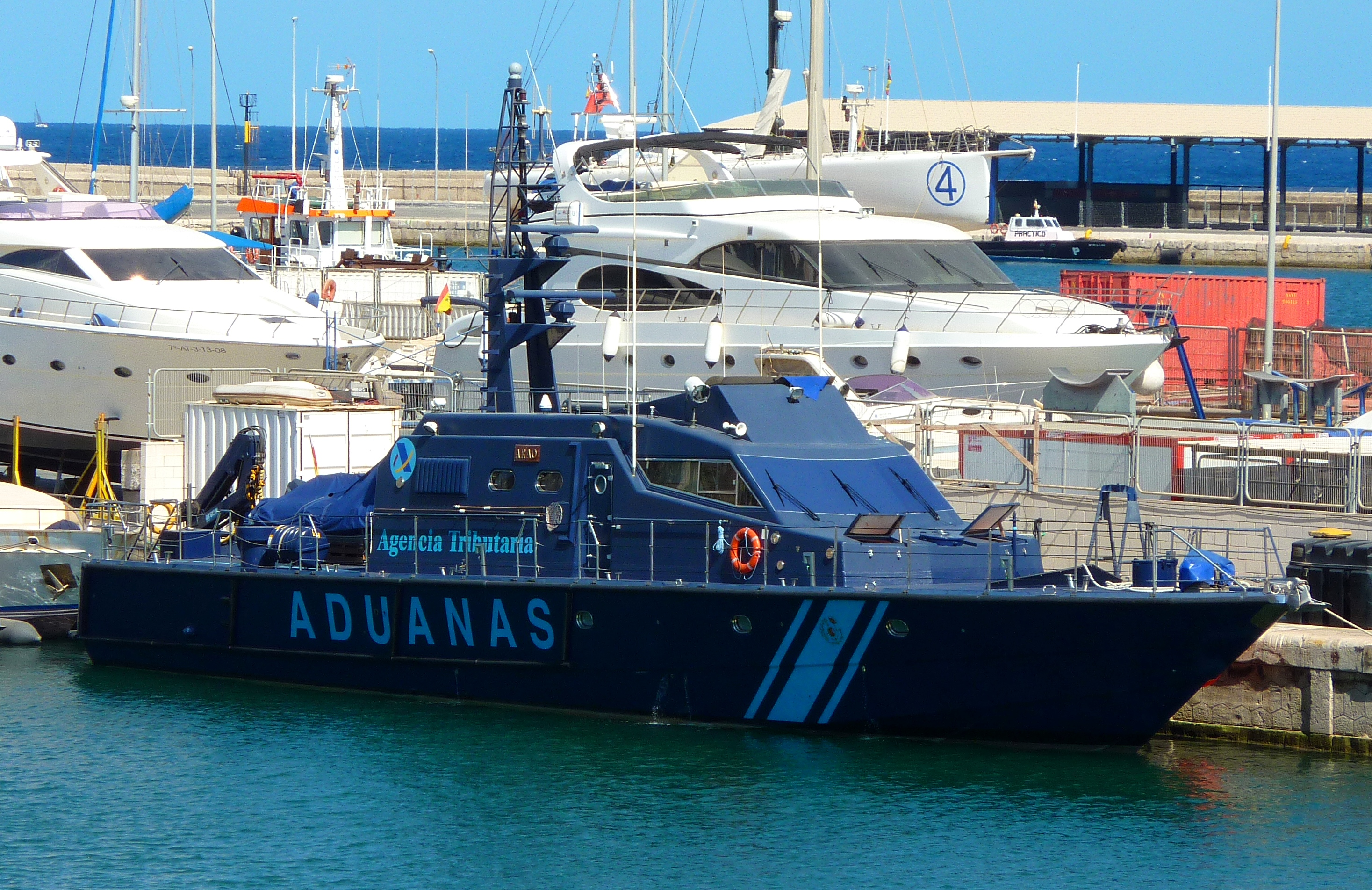
Patrouillenboot der Gerifalte-Klasse Arao
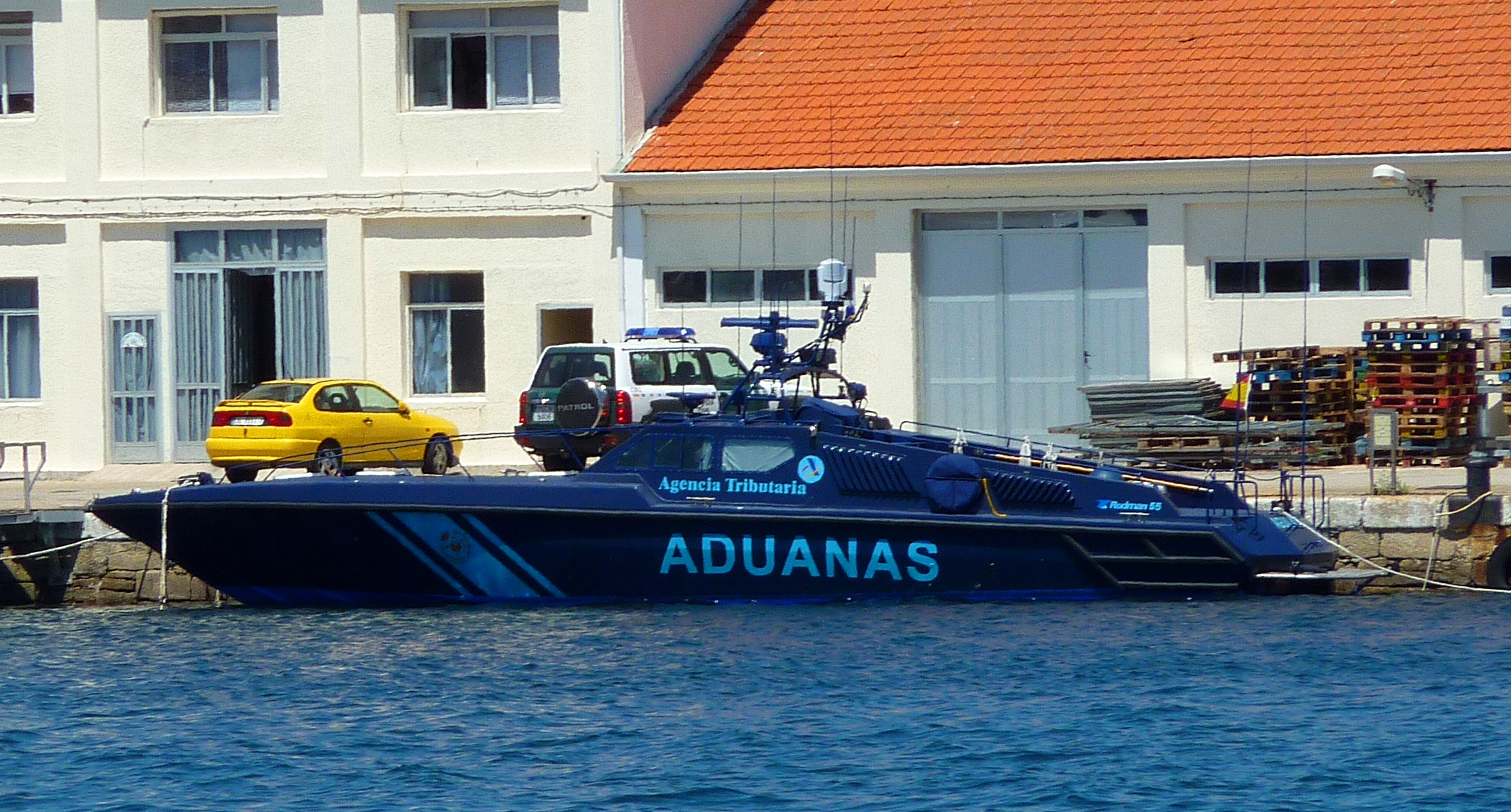
Schnellboot der Cormorán-Klasse Águila I
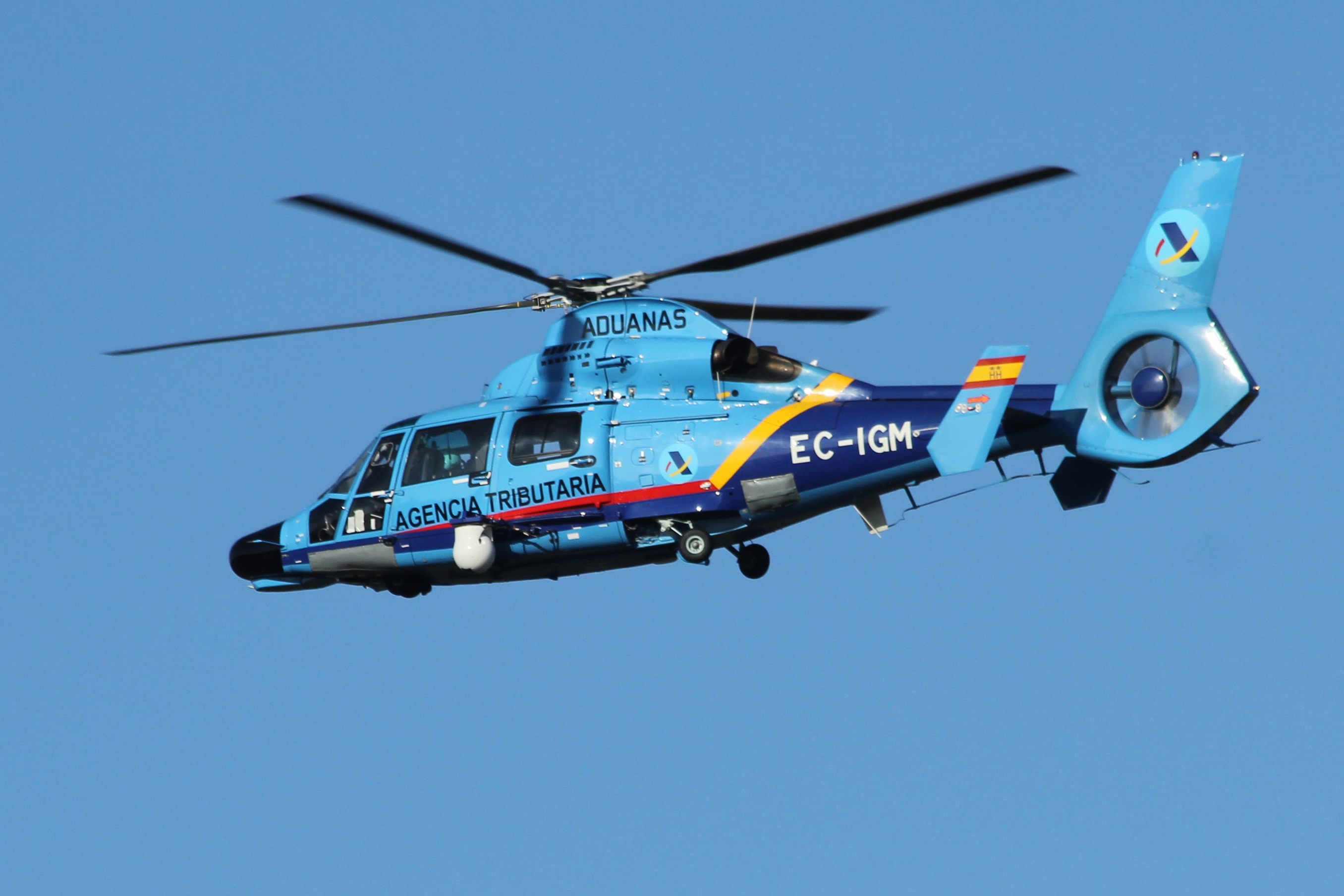
Dauphin N3
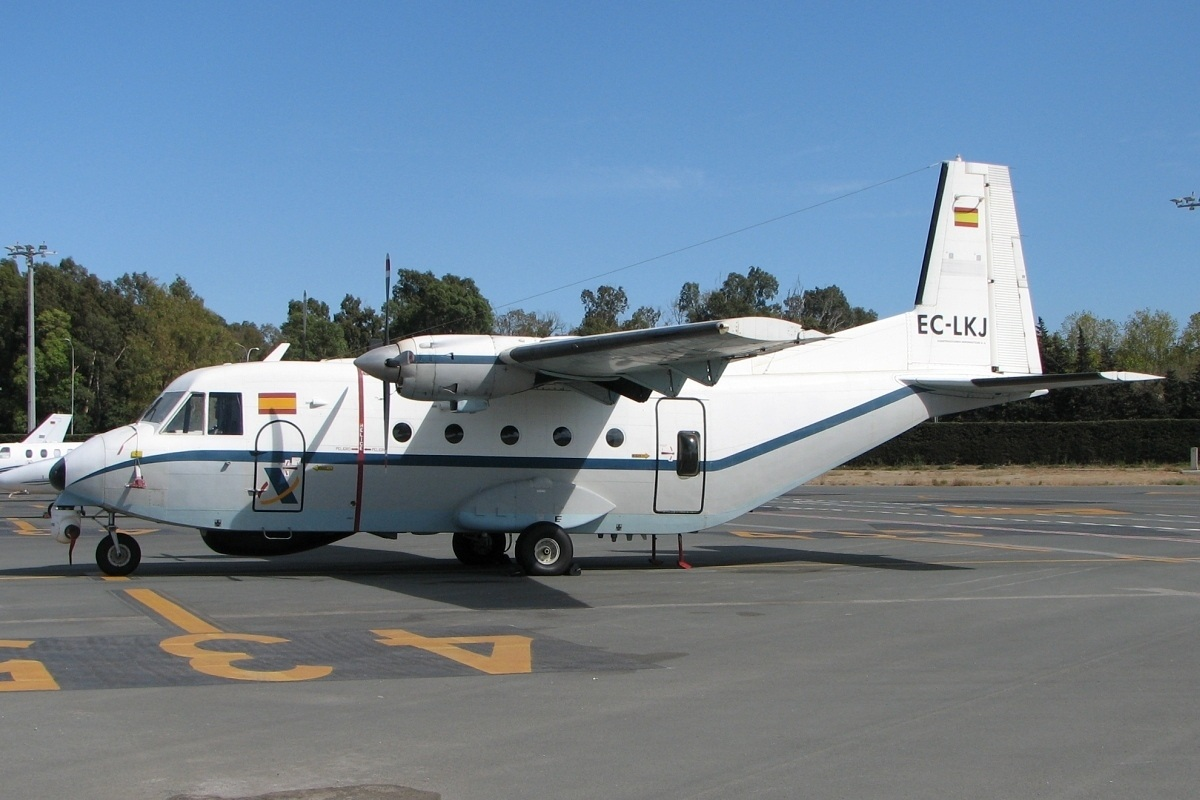
CASA C-212

### Sonstige Ausrüstung
Der SVA verfügt über einen Fuhrpark von rund 500 Fahrzeugen, darunter PKW, Kleintransporter, Geländewägen, LKW und Motorräder. Diese haben in der Regel eine dunkelblaue Lackierung mit hellblauer Beschriftung. Darüber hinaus werden sechs mobile Cargo-Scanner der Firmen Smiths Heimann GmbH und Nuctech eingesetzt. Diese sind vor allem in den größten Häfen des Landes stationiert und ermöglichen eine zerstörungsfreie Untersuchung von ISO-Containern und LKW. Die Dienstwaffen der Beamten des Servicio de Vigilancia Aduanera sind Pistolen des Models HK USP Compact sowie HK MP5 Maschinenpistolen. Auf Wasserfahrzeugen sind teilweise auch MG3 und Browning M2 installiert.

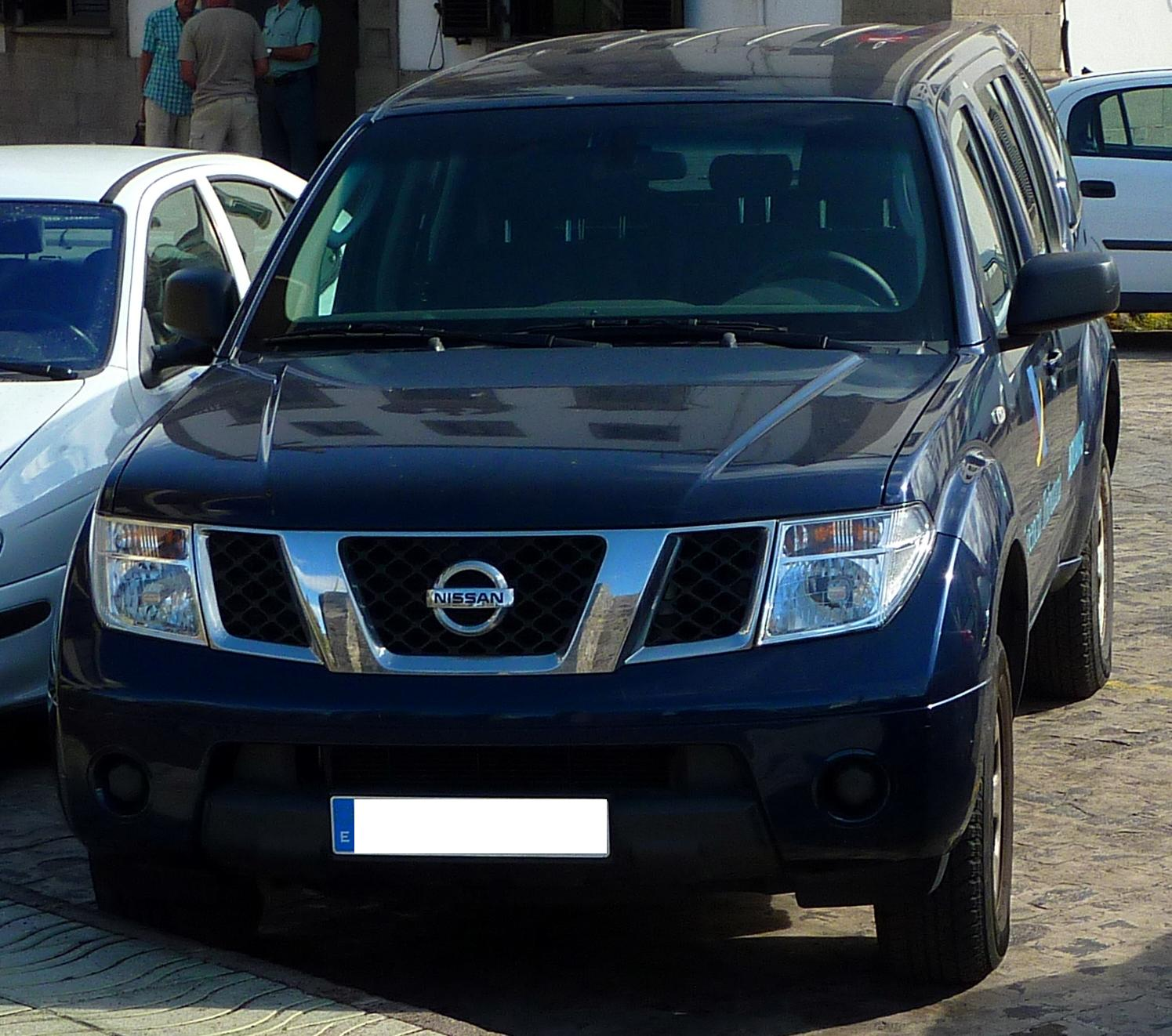
Nissan Pathfinder III des SVA.
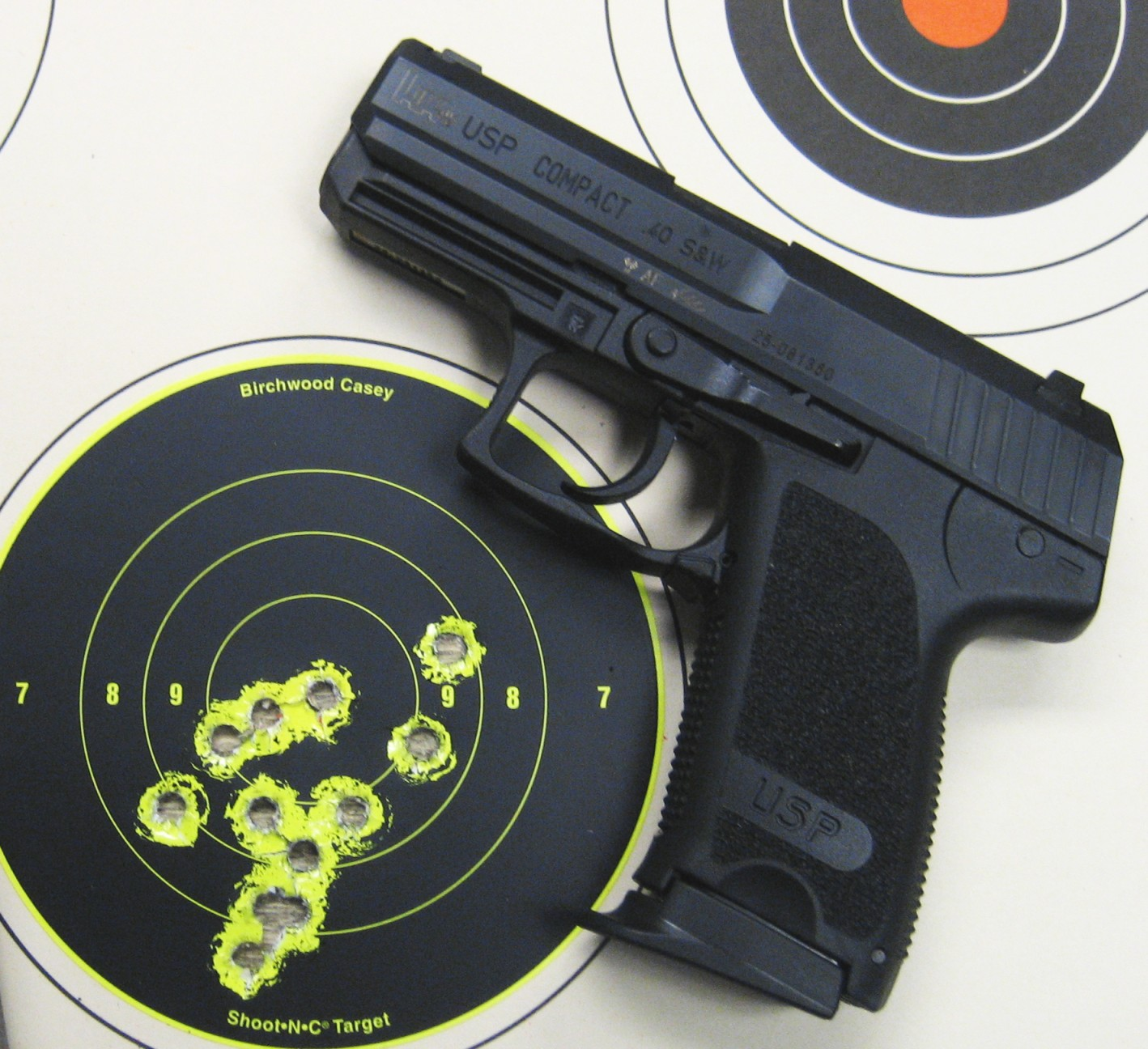
HK USP Compact
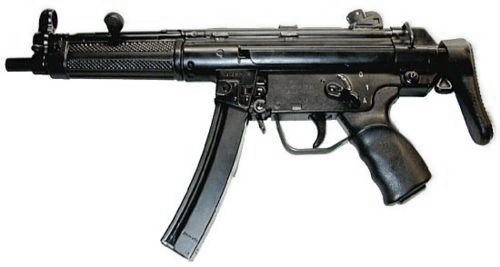
HK MP5
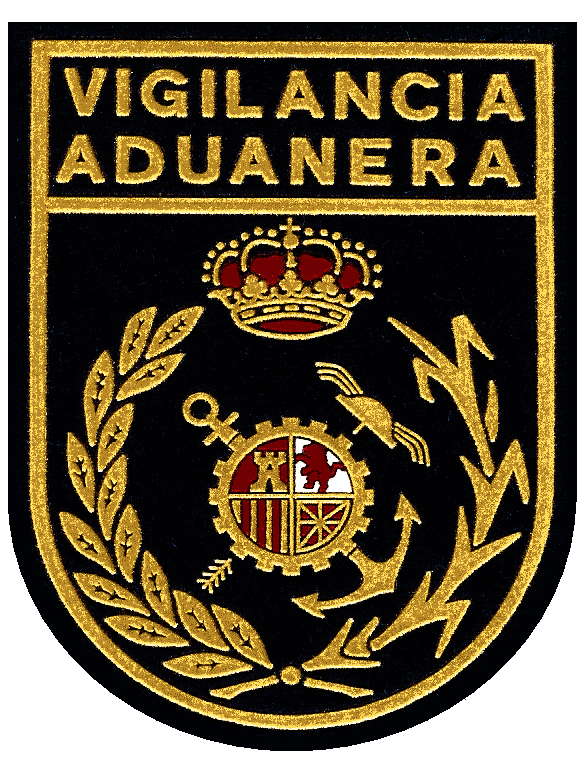
Ärmelabzeichen des SVA